# Мохамед Джавад Бахонар
Мохамед Джавад Бахонар (на персийски: محمدجواد باهنر) е ирански шиитски богослов и политик, министър-председател на Иран през август 1981 г.

## Биография

### Ранен живот
Роден е на 3 септември 1933 г. в Керман, Иран. Баща му е търговец, притежаващ малък магазин в Керман. Бахонар е второто дете в семейството, като има осем братя и сестри. Живее бедно, а като дете учи Корана от вярващи жени. Също така се научава да пише и чете.

### Образование
Бахонар завършва основно училище в Керман. През 1953 г. заминава за ислямското училище Ком и е в класа на Рухолах Хомейни, лидер на иранската революция. Получава докторска степен по теология от университета в Техеран. Също така е член на академичния състав на университета и преподава религиозни уроци и теология.

## Революционна дейност

### Преди революцията
Мохамед Бахонар е критик на управлението в лицето на династия Пахлави, като има провинения срещу Реза Шах Пахлави, който го вкарва в затвора на няколко пъти. През 1963 г. влиза в затвора като противник на бялата революция. По време на изгнанието на Хомейни в Ирак и Франция, продължава революционната му дейност и е влиятелен член сред последователите на Хомейни.

### След революцията
След революцията Бахонар става един от основателите на Ислямската републиканската партия и член на Съвета на революцията на Иран. Назначен е за министър на образованието през март 1981 г. Заедно с Мохамед Али Раджай прочиства иранските университети от западните културни влияния, което става известно като ислямска културна революция. След убийството на Мохамед Бехещи на 28 юни 1981 г., Бахонар е назначен за генерален секретар на партията, където е и член на Централния комитет. Служи като министър на културата и ислямското напътствие от март 1981 г. до август 1981 г. Когато Раджай е избран за президент на 5 август 1981 г., той избира Бахонар като премиер.

## Убийство
Мохамед Бахонар е убит заедно с Раджай и други членове на Ислямската републиканска партия, когато избухва бомба в офиса на партията в Техеран на 30 август 1981 г. Взривът е причинен, след като една от жертвите отворя куфарче. Куфарчето е донесено от Масуд Кешмири, служител по сигурността в партията. Седмица по-късно, Кешмири е обявен за отговорен за планирането на експлозията. Разкрит е като оперативен агент на „Организация на муджахидините на иранския народ“, които са подкрепяни от Саддам Хюсеин.